# Ołeksandr Bahacz
Ołeksandr Bahacz, uk. Олександр Багач (ur. 21 listopada 1966) – ukraiński lekkoatleta specjalizujący się w pchnięciu kulą, który w pierwszych latach kariery startował w barwach Związku Radzieckiego.
W 1996 roku jedyny raz w karierze wystąpił w igrzyskach olimpijskich podczas których wywalczył brązowy medal. Ma w swoim dorobku dwa brązowe krążki mistrzostw świata na stadionie oraz złoty z halowych mistrzostw świata w Maebashi (1999). Dwukrotny medalista mistrzostw Europy (1994 i 1998). W 1992 i 1994 wywalczył tytuły halowego mistrza Starego Kontynentu. Na stadionie był mistrzem ZSRR (1989) i pięciokrotnie Ukrainy (1994, 1995, 1997, 1998, 1999), w hali był mistrzem ZSRR (1989), Wspólnoty
Niepodległych Państw (1992) oraz wielokrotnie Ukrainy.
W 1989 został zdyskwalifikowany na dwa lata po wykryciu nadmiaru testosteronu w jego organizmie, a w 1997 roku odebrano mu złoty medal mistrzostw świata po wykryciu u niego efedryny.
Żonaty ze Switłaną, z którą ma dwie córki: Oksanę i Julię oraz syna Mykołę, również lekkoatletę.

## Osiągnięcia
| Rok  | Impreza                     | Miejsce           | Lokata     | Wynik     |
| ---- | --------------------------- | ----------------- | ---------- | --------- |
| 1985 | Mistrzostwa Europy juniorów | Chociebuż         | 2. miejsce | 18,48     |
| 1992 | Halowe mistrzostwa Europy   | Genua             | 1. miejsce | 20,75     |
| 1993 | Halowe mistrzostwa świata   | Toronto           | 3. miejsce | 20,63     |
| 1993 | Superliga Pucharu Europy    | Rzym              | 1. miejsce | 20,15     |
| 1993 | Mistrzostwa świata          | Stuttgart         | 3. miejsce | 20,40     |
| 1994 | Halowe mistrzostwa Europy   | Paryż             | 1. miejsce | 20,66     |
| 1994 | Mistrzostwa Europy          | Helsinki          | 3. miejsce | 20,34     |
| 1995 | Superliga Pucharu Europy    | Villeneuve-d’Ascq | 1. miejsce | 20,65     |
| 1995 | Mistrzostwa świata          | Göteborg          | 4. miejsce | 20,38     |
| 1996 | Halowe mistrzostwa Europy   | Sztokholm         | 6. miejsce | 19,65     |
| 1996 | Igrzyska olimpijskie        | Atlanta           | 3. miejsce | 20,75     |
| 1997 | Halowe mistrzostwa świata   | Paryż             | 2. miejsce | 20,94     |
| 1997 | Mistrzostwa świata          | Ateny             | 1. miejsce | 21,47 DSQ |
| 1998 | Halowe mistrzostwa Europy   | Sewilla           | 8. miejsce | 19,89     |
| 1998 | Mistrzostwa Europy          | Budapeszt         | 1. miejsce | 21,17     |
| 1998 | Finał Grand Prix            | Moskwa            | 5. miejsce | 20,21     |
| 1998 | Puchar świata               | Johannesburg      | 2. miejsce | 20,45     |
| 1999 | Halowe mistrzostwa świata   | Maebashi          | 1. miejsce | 21,41     |
| 1999 | Mistrzostwa świata          | Sewilla           | 3. miejsce | 21,26     |

## Rekordy życiowe
- stadion: 21,47 (31 maja 1997, Chania)
- hala: 21,83 (21 lutego 1999, Browary) rekord Ukrainy